# Georg König (Theologe)

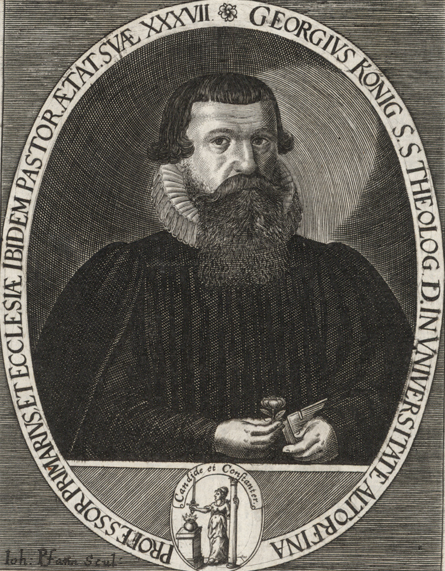
Georg König

Georg König (* 2. Februar 1590 in Amberg; † 10. September 1654 in Altdorf) war ein deutscher lutherischer Theologe.

## Leben
Der Sohn eines kurpfälzischen Beamten besuchte Schulen in Regensburg und das Gymnasium in Sulzbach, bevor er sich 1605 an der Universität Altdorf immatrikulierte. Dort absolvierte er bei Ernst Soner und Jakob Schopper ein Studium der Philosophie sowie der Theologie. König wechselte 1609 an die Universität Wittenberg, wo er bei Leonhard Hutter, Friedrich Balduin und Wolfgang Franz die Vorlesungen besuchte, und 1611 an die Universität Jena, wo er bei Johannes Major, Albert Grauer und Ambrosius Reuden (1543–1615) weitere theologische Studien betrieb. 1614 begann er eine theologische Laufbahn als Prediger in Altdorf, wurde dann Pfarrer und schließlich Professor der Theologie an der Altdorfer Universität.
Um den nötigen akademischen Grad für diese Aufgabe zu besitzen, promovierte er 1626 an der Universität Marburg zum Doktor der Theologie, wurde 1644 erster Bibliothekar in Altdorf und hatte als ein hoch geachteter lutherischer Theologe sein Leben beschlossen. König war jedoch darum bestrebt, in der theologischen Auseinandersetzung seiner Zeit einen weniger kontroversen Standpunkt zu vertreten. Dadurch machte sich der fünfmalige Rektor der Altdorfer Hochschule den lutherischen orthodoxen Streittheologen seiner Zeit verdächtig, die Interessen der Sozianer zu vertreten, zumal er mit den Größen dieser theologischen Richtung Johannes Crell und Martin Ruarus in Kontakt stand. Auch mit Georg Calixt stand er in einem freundschaftlichen Kontakt, dessen Schwiegersohn Theodor Hackspan (1607–1659) sein Anhänger geworden war.

## Werkauswahl
- Vindiciae sacrae conjunctim editae…, 1628, 1651
- Casus Conscientiae, 1654, 1676